# Trebor Tichenor
Trebor Jay Tichenor (* 28. Januar 1940 in Laclede Groves, Webster Groves, St. Louis County; † 22. Februar 2014 in Carondelet Park bei St. Louis) war ein US-amerikanischer Ragtime-Pianist.
Trebor Tichenor war nach seinem Vater benannt, einem Arzt, der seinen Vornamen Robert zu Trebor umdrehte. Trebor hörte als Kind Novelty Rags und populäre Songs von seiner Mutter, die in den 1930er-Jahren Mitglied der Letty’s Collegiate Syncopators war. Er spielte mit 13 Jahren Ragtime und ab den 1950er-Jahren in Clubs seiner Heimatstadt St. Louis. Er besuchte das Mary Institute und die St. Louis Country Day School; anschließend studierte er an der Washington University. 1961 war er Mitbegründer der St. Louis Ragtimers, mit denen 1963 erste Aufnahmen entstanden. Die Formation bestand fünfzig Jahre und trat im Gaslight Square und auf den Flussdampfern Natchez Queen und Goldenrod auf. 1973 erschien sein Debütalbum King Of Folk Ragtime, gefolgt von Tempus Ragorum (Stomp Off, 1993).
Außerdem hatte er die Radiosendung Ragophile bei der lokalen Station KWMU, war Mitbegründer des Magazins Ragtime Review, Mitherausgeber von Scott Joplins Musik und Co-Autor des Buchs Rags and Ragtime: A Musical History. Ferner unterrichtete er an der Washington University. Er galt als Experte der Musik von Scott Joplin und besaß eine der weltweit größten Sammlungen von Ragtime-Musik, darunter ca. 10.000 Piano Rolls und Sheet Music. Im Bereich des Jazz war er zwischen 1963 und 1993 an 17 Aufnahmesessions beteiligt.